# Cosme Roger
Cosme Roger (* 1615 in Paris; † 20. Dezember 1710 in Lombez) war ein französischer Feuillant und Bischof.

## Leben
Roger stammte aus einer Familie, die eng mit dem Prinzen Gaston d’Orléans (Bruder Ludwigs XIII.) verbunden war. Sein Vater Michel Roger war Advocat am Parlement von Paris und Ende der 1620er Jahre Generalprokurator des Prinzen, seine Mutter Isabelle Trouvé war die Tochter einer Pariser Familie. Er wurde um 1615 in Saint-Eustache getauft; das genaue Datum ist nicht bekannt.
Anfang 1630 trat er in Plessis-Piquet in den Feuillantenorden ein, legte 1632 mit dem Ordensnamen Cosme de Saint-Michel in Saint-Bernard-de-Blérancourt die Profess ab und wurde am 20. Februar 1641 in Soissons zum Priester geweiht. Ein Universitätsdiplom erwarb er entsprechend den Idealen der Feuillanten nicht. 30 Jahre war er ein geschätzter Prediger in Paris und wurde 1666 und wieder 1669 General seines Ordens. Am 5. Januar 1671 vom König zum Bischof der Diözese Lombez ernannt, wurde er am 14. Dezember 1671 päpstlich bestätigt und am 30. Januar 1672 von Erzbischof François Harlay de Champvallon in der Kirche der Feuillanten in Paris geweiht.
Auch als Bischof blieb Roger den asketischen Idealen seines Ordens treu. Die Versetzung auf den Bischofsstuhl von Pamiers 1680 schlug er aus; auch nach der Ehre, seine Kirchenprovinz auf der Bischofssynode 1682 vertreten zu dürfen, strebte er nicht. Er starb am 20. Dezember 1710 im hohen Alter von 95 Jahren.